# 韓國選舉廣播
韩国选举廣播（：／，縮寫ETV），是大韩民国的国营有线电视频道，由中央選舉管理委員會（NEC）負責營運，用來播放大韓民國新聞及國會的立法活動。該频道的特點是沒有商业广告。
此频道早期每天播出20小时（首尔时间上午六时至次日凌晨二时），目前每天24小時播出。

## 历史
2014年4月1日起，NEC TV 在網際網路上開始播放，其後轉換至電視頻道播放。2017年4月26日，“韩国选举廣播”开播，通过有线电视播出。